# Olax seminifera
Olax seminifera är en tvåhjärtbladig växtart som beskrevs av Theodoric Valeton. Olax seminifera ingår i släktet Olax och familjen Olacaceae. Inga underarter finns listade i Catalogue of Life.